# Nacionalni komite Kraljevine Jugoslavije
Nacionalni komite Kraljevine Jugoslavije (kratica NKKJ; tudi Nacionalni kraljevski komite osvoboditve Jugoslavije) je bilo vodstveno telo jugoslovanske emigracije, ki je povezovala in vodila delovanje političnih in paravojaških skupin, ki so se prizadevale za zrušitev komunističnega režima v Jugoslaviji in vrnitev Kraljevine Jugoslavije. Komite je bil ustanovljen leta 1945 v Salzburgu (Avstrija).
V sklopu komiteja so delovali:
- organizacijski centri:
- obveščevalni centri:

- Glavni obveščevalni center (Salzburg, nato Lipnica),
- Kraljevi obveščevalni center (Innsbruck),
- Center 305 (Trst),
- Center 400 (Gradec),
- Center 501 (Celovec),
- Center 505 (Gorica),

- Slovenska armija Kraljeve jugoslovanske vojske.